# Eskimo (indumento)
L'eskimo o eschimo è un giaccone con la parte interna staccabile con bottoni automatici, che comprende il cappuccio, di pelliccia bianca sintetica, di fattura semplice, che porta il nome degli abitanti del circolo polare artico.

## L'eschimo come icona politica

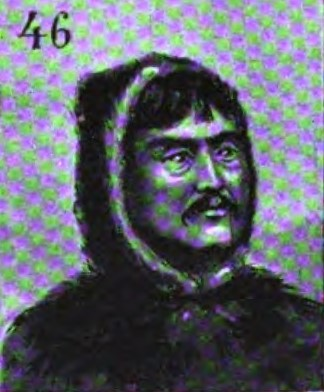
Milano, inizio anni settanta: i due manifestanti a sinistra ed al centro indossano l'eskimo

Un modello di eskimo, con interno in fodera di pelo sintetico (a volte anche staccabile, per adattarsi anche a periodi climatici diversi), divenne famoso grazie alle rivolte studentesche del 1968, in cui divenne una sorta di simbolo prima della sinistra studentesca e poi anche della sinistra in generale, poiché di prezzo accessibile alle fasce meno abbienti.
Inizialmente in vendita in negozi di articoli ex militari e simili, ben presto trovò spazio nelle botteghe specializzate nelle vendite di jeans, bancarelle di mercato e grandi magazzini, fino a diventare un indumento di largo uso. Negli anni a venire, l'eskimo diventò un segno di riconoscimento della controcultura in cui si riconoscevano i militanti e i simpatizzanti della sinistra, assieme alla kefiah palestinese annodata al collo, introdotta successivamente nell'uso.
L'eskimo era un giaccone impermeabile in cotone di semplice fattura, lungo fino alle ginocchia o mezza coscia, dotato di cappuccio cucito alla giacca e chiudibile sul davanti con una coppia di bottoni metallici, dotato di larghe tasche, chiuso con cerniera lampo metallica e bottoni a pressione metallici; la parte interna della pelliccia, staccabile tramite bottoni automatici di metallo, aveva le maniche che finivano ai polsi con una maglia elastica per garantire la tenuta del polsino e impedire l'ingresso di aria fredda, la pelliccetta artificiale bianca foderava l'interno, cappuccio incluso, permettendo un buon comfort termico durante l'inverno. La sua colorazione più comune era il verde militare, ma erano presenti anche varianti blu scuro, marrone e beige. Era presente una cintura con fibbia infilata sulla schiena in un lungo passante. C'erano alcune varianti: la pelliccia interna poteva essere di colore marroncino o grigio-nero, il collo poteva essere dotato parzialmente di velluto marrone scuro a coste, le tasche sul petto avevano di solito l'apertura inclinata verso il centro ma potevano averla del tutto verticale o orizzontale oppure a zip verticale.

1971: picchetto di studenti del liceo milanese Beccaria, fra i quali alcuni indossanti l'eskimo

Tale indumento divenne una icona così caratteristica e simbolica di una classe sociale e dell'ideologia politica degli anni settanta, che Francesco Guccini gli ha intitolato la sua canzone Eskimo:
non era la rivolta permanente: diciamo che non c' era e tanto fa.

Portavo una coscienza immacolata che tu tendevi a uccidere, però
inutilmente ti ci sei provata con foto di famiglia o paletò...»